# Bunila
Bunila é uma comuna romena localizada no distrito de Hunedoara, na região histórica da Transilvânia. A comuna possui uma área de 74.09 km² e sua população era de 368 habitantes segundo o censo de 2007.